# Romeo Popescu
Romeo Popescu (19 octombrie 1898, Rovinari – 9 decembrie 1931, Lehliu Gară) a fost un aviator român, deținător a trei recorduri naționale de zbor: de altitudine, de distanță în circuit închis și de durată de zbor.

## Cariera
Urmează liceul la Târgu Jiu, apoi Școala de ofițeri de infanterie, ca vânător de munte. Odată cu intrarea României în Primul Război Mondial, la 1 septembrie este avansat locotenent. Cere să treacă la aviație și i se aprobă. La 1 octombrie 1918 este trimis în Anglia și Franța, la Școala de pregătire tehnică de la Oxford și Școala de aviație militară de la Istres. La 7 februarie obține brevetul de aviator. Se perfecționează la Școala superioară de aeronautică de la Pau, unde termină primul din cei 600 de cursanți. La 28 iulie 1919 obține brevetul militar superior și de specializare în acrobație aeriană. Urmează și Școala de perfecționare militară de la Paty și cursul de zbor fără vizibilitate la Toussus-le-Noble. Servește în armata franceză până la 15 august 1919, după care revine în țară. Brevetele de aviator îi sunt omologate în România, iar la 1 octombrie este încadrat locotenent de aviație. Este înaintat căpitan la 1 aprilie 1923.
Îndeplinește funcțiile de comandant al Școlii de tir de la Mamaia, înființată în 1925 și de comandant de instrucție practică și șef de pilotaj la aviația de vânătoare. Participă la mitingurile organizate de Aeroclubul Albastru, efectuând zboruri de agrement.

## Zboruri notabile

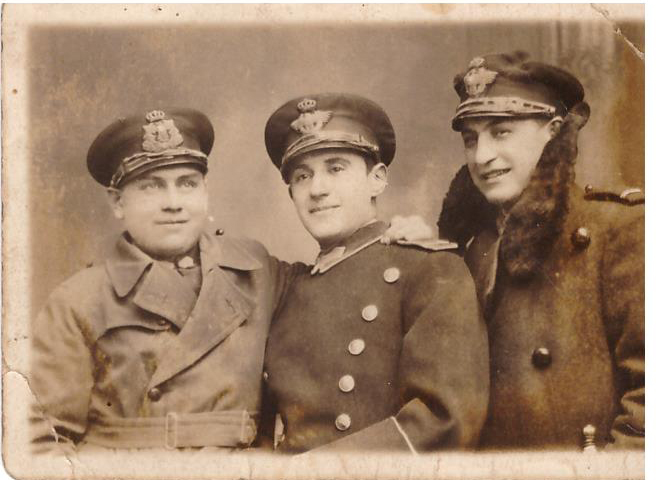
21 februarie 1931, Romeo Popescu împreună cu prietenul său Vasile Ionescu (mijloc), viitor comandant al Școlii militare de la Tecuci.

La 20 august 1926, împreună cu cpt. av. Gheorghe Bănciulescu participă la „Cupa Bibescu” competiție între piloții francezi și cei români, desfășurată pe traseul București – Paris – București. Zburând cu un avion Potez XV, numit „Vlaicu” a parcurs distanța de 2300 km dintre București și Paris în 13 ore și 20 de minute de zbor, cu u viteză medie de 173 km/h.
În august 1927, pilotând un avion Gourdou Lesseur urcă până la 9403 m, stabilind recordul de altitudine al României, recordul mondial fiind de 11 700 m.
În 1928 participă la concursul Micii Antante și Poloniei, la care au participat 22 de echipaje din România, Iugoslavia, Cehoslovacia și Polonia.
În octombrie 1928, pilotând tot avionul Gourdou realizează un nou record de altitudine, de 10 618 m.
În zilele de 11 și 12 octombrie 1930 zboară cu un avion Farman pentru pasageri al aviației civile 3800 km în 20 de ore și 50 de minute, realizând recordurile naționale de distanță, respectiv de durată de zbor în circuit închis.

### Zborul fatal

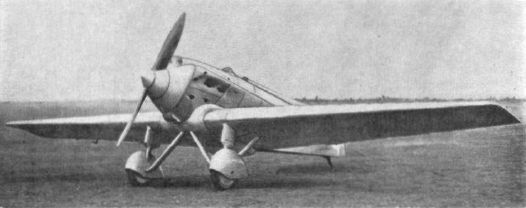
Avionul de record IAR CV 11

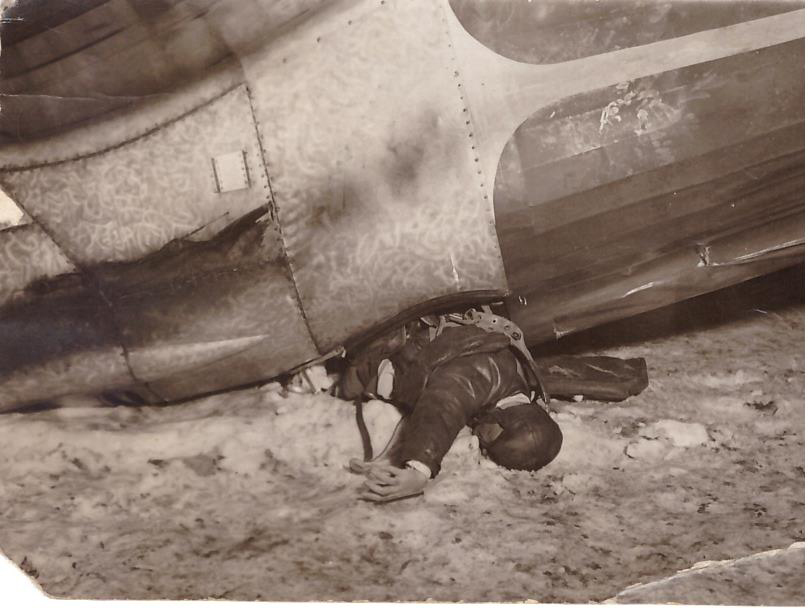
9 decembrie 1931, ultima poza a lui Romeo Popescu la locul accidentului

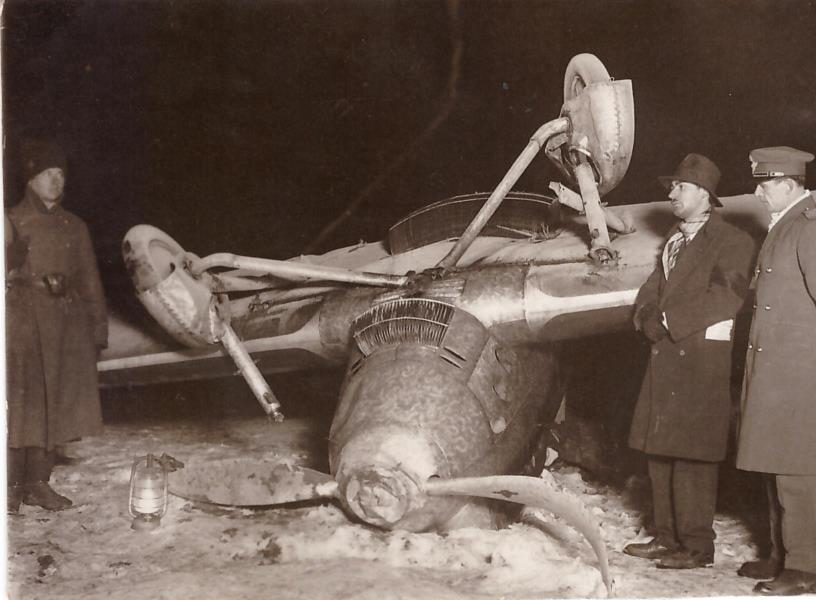
9 decembrie 1931, avionul IAR CV 11 dupa accident

La 9 decembrie 1931 încearcă să doboare recordul mondial de viteză pe distanța de 500 km, care la acea dată era de 306,696 km/h și aparținea francezului Sadi Leconte, cu un avion Nieuport Delage. În acest scop alege prototipul IAR CV 11, echipat cu motorul Hispano-Suiza 12Mc, de 500 CP, iar traseul urma să fie București – Fetești – București. Decolează de pe aerodromul Pipera la ora 11 și 30 de minute. Zboară peste punctul de control de la Fetești, apoi peste punctul de control de la Pantelimon, apoi iar la Fetești și iar înapoi. În dreptul gării Lehliu, motorul, care funcționase permanent în regim maxim, se gripează datorită ruperii unei biele, rupere cauzată de o ungere insuficientă, obligând pilotul să aterizeze pe arătură. O jambă a trenului de aterizare cedează, avionul capotează, iar pilotul își piede viața. Pe durata de o oră și 28 de minute, cât a durat zborul, viteza medie a fost de 319 km/h, însă, deoarece zborul n-a fost terminat, n-a putut fi omologat ca record mondial.